# Transdev Interval
Pour les articles homonymes, voir Interval.
 (octobre 2014).
Si vous disposez d'ouvrages ou d'articles de référence ou si vous connaissez des sites web de qualité traitant du thème abordé ici, merci de compléter l'article en donnant les références utiles à sa vérifiabilité et en les liant à la section « Notes et références ».
 (28 mars 2024).
Transdev Interval est une entreprise de transport de voyageurs appartenant au groupe Transdev. La société exploitait intégralement le réseau de bus Siyonne, une partie du réseau de bus Comète et une ligne du réseau de bus STILL.

## Histoire
Le 1er août 2023, l'entreprise perd ses lignes à la suite de l'ouverture à la concurrence des autobus franciliens.

## Exploitation

### Entreprise exploitante
L'entreprise est exploitée par une filiale du groupe Transdev, à Montereau-Fault-Yonne.